# Орлов, Георгий Петрович
Георгий Петрович Орлов (13 декабря 1928, Слуцк, Бобруйский округ — 4 июня 2022, Екатеринбург) — советский и российский учёный и педагог в области философии, доктор философских наук (1970), профессор (1972), почётный профессор УрГУ (2003). Заслуженный работник культуры РСФСР (1988).

## Биография
Родился 13 декабря 1928 года в городе Слуцке Белорусской ССР.
С 1945 по 1950 годы проходил обучение на отделении психологии исторического факультета Пермского государственного педагогического института, который окончил с отличием. С 1950 по 1951 годы работал учителем психологии, логики и истории в Арамильской средней школе Свердловской области. С 1951 по 1955 годы проходил обучение в аспирантуре на кафедре истории Уральского государственного университета.
С 1955 по 1976 годы в течение двадцати одного года, занимался педагогической деятельностью в Свердловском юридическом институте: с 1955 по 1960 годы — старший преподаватель и доцент на кафедре марксизма-ленинизма, с 1960 по 1976 годы, в течение шестнадцати лет, Г. П. Орлов был — заведующим кафедрой философии Свердловского юридического института.
С 1976 года начал свою педагогическую деятельность на Философском факультете Уральского государственного университета: с 1976 по 1991 годы в течение пятнадцати лет, Г. П. Орлов был — заведующим кафедрой исторического материализма, с 1991 года — профессор кафедры теории и истории социологии Факультета политологии и социологии Уральского государственного университета. Одновременно с 1997 года, Г. П. Орлов является — профессором кафедры социологии Уральского государственного профессионально-педагогического университета. Основные направления научно-педагогической работы Г. П. Орлова связаны с вопросами социальной философии и идеологического космополитизма.
В 1955 году защитил диссертацию на соискание учёной степени — кандидат философских наук, в 1970 году защитил диссертацию на соискание учёной степени — доктор философских наук по теме: «Методологические проблемы свободного времени». В 1972 году Г. П. Орлову было присвоено учёное звание — профессора, в 2003 году — почётный профессор УрГУ. С 1996 года — академик Академии Гуманитарных наук.
Помимо основной деятельности Г. П. Орлов занимался и общественно-научной работой: являлся учёным секретарём и председателем Совета по защите докторских диссертаций по философии и социологии УрГУ. Г. П. Орлов является автор около сто сорока научных работ, в том числе восьми монографий, под его руководством было подготовлено около сорока кандидатских и докторских диссертаций.
В 1988 году Указом Президиума Верховного Совета РСФСР Георгий Петрович Орлов был удостоен почётного звания — Заслуженный работник культуры РСФСР. Награжден медалью «За доблестный труд. В ознаменование 100-летия со дня рождения В. И. Ленина».
Скончался 4 июня 2022 года. Похоронен на Широкореченском кладбище Екатеринбурга.

## Награды

### Звания
- Заслуженный работник культуры РСФСР (1988)

### Премии
- Премия Всероссийского конкурса общества «Знания» лучших произведений популярной социально-политической и философской литературы (1974)
- Премия УрГУ (1993 — «за цикл учебных пособий по социологии и программу учебного курса „Теоретическая социология“»)